# سانتا كامارو
سانتا كامارو (بالبرتغالية: Santa Camarão‏) مواليد 25 ديسمبر 1902 في أوفار - الوفاة 5 أبريل 1968 في أوفار، كان ملاكم محترف برتغالي صنّف ضمن فئة الوزن الثقيل.

## إحصائيات
خاض خلال مسيرته 93 نزالا، فاز في 69 وتعادل في 4 وخسر في 20. فاز بالضربة القاضية في 48 نزالا.

## روابط خارجية
- سانتا كامارو على موقع بوكس ريك (الإنجليزية) (registration required)